# Zeche Ewald Fortsetzung
Die Zeche Ewald Fortsetzung war ein Steinkohle-Bergwerk in Oer-Erkenschwick.

## Schächte
Am 2. Juni 1899 begannen die Teufarbeiten am Schacht 1 (Schrader), am 10. Juli 1899 wurde Schacht 2 (Grevel) daneben angesetzt. Während der erste Schacht 1902 als Bergwerk Graf Waldersee (benannt nach Alfred von Waldersee) in Betrieb gehen konnte, gab es Teufprobleme mit Schacht 2. Dieser musste 1900 wegen Wasserzuflüssen gestundet werden. Später wurde er in Ewald Fortsetzung umbenannt, weil er als Reserve für die Zeche Ewald in Herten gedacht war. Unterdessen wurde 1902 mit dem Abteufen von Schacht 3 begonnen, der 1904 mit einem deutschen Strebengerüst in Betrieb ging. Der gestundete Schacht 2 wurde 1919 erneut abgeteuft und konnte 1924 mit einem Doppelstrebengerüst mit vier nebeneinander liegenden Seilscheiben in Betrieb gehen. Um die Wetterführung zu verbessern, wurde 1913 in Rapen der Wetterschacht 4 geteuft, der bedingt durch den Ersten Weltkrieg allerdings erst 1919 in Betrieb ging. Die Schachtanlage 4 erhielt 1925 einen weiteren Schacht (Schacht 5), der 1929 in Betrieb ging.

## Geschichte

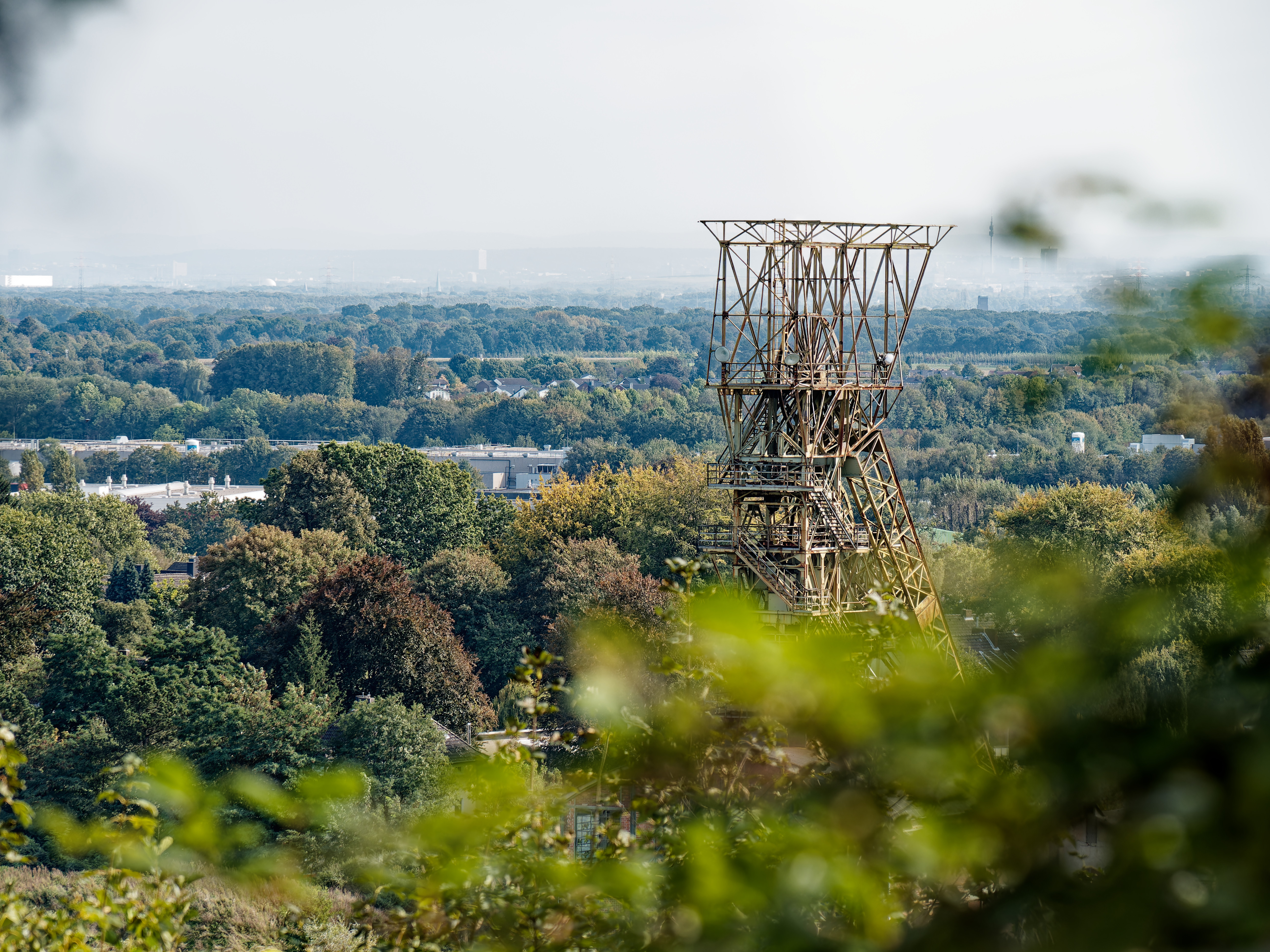
Blick von der Halde auf das Gerüst von Schacht 3

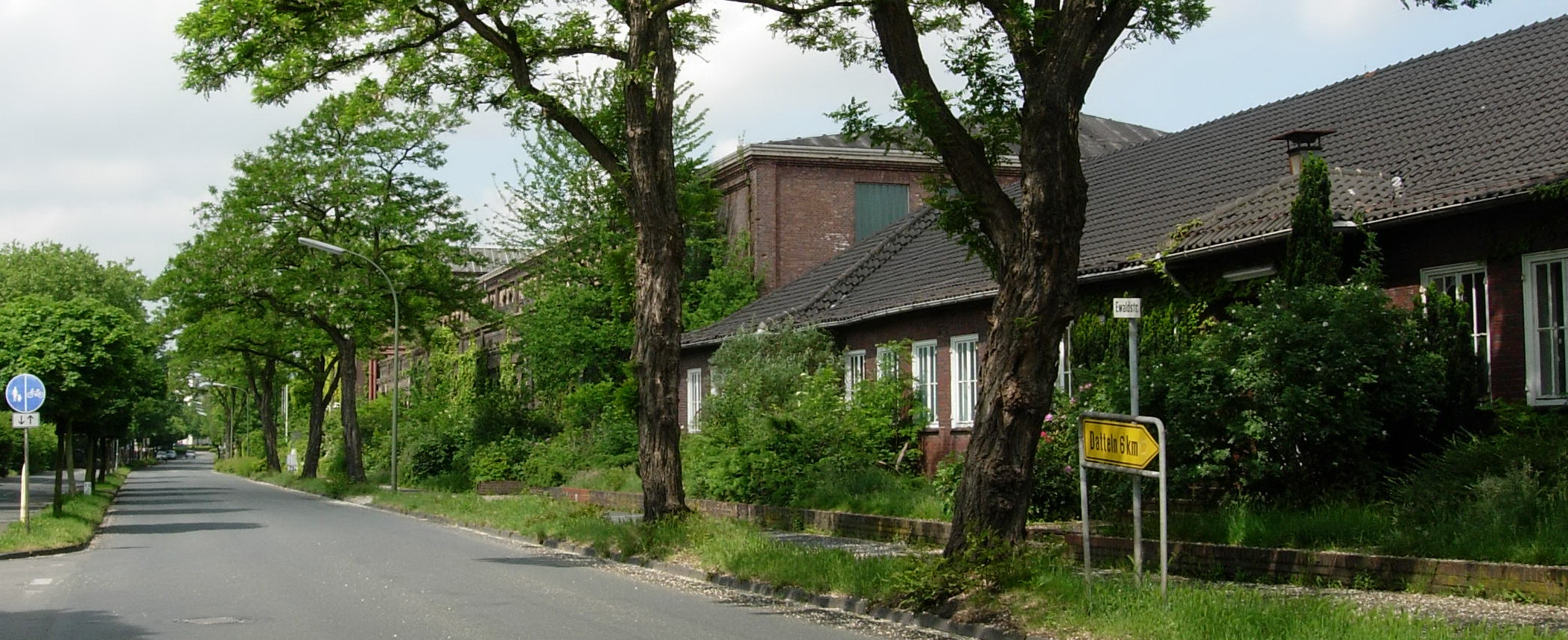
Ehemalige Verwaltungsgebäude an der Ewaldstraße

Maßgeblich geprägt wurde der Ausbau der Zeche durch Carl Ruschen, der von 1903 bis 1915 Bergwerksdirektor war. Ab 1911 wurde auf der Schachtanlage 1/2 eine Kokerei betrieben. 1930 ging ein neues Stickstoffwerk, das zweite seiner Art in Deutschland, in Betrieb.
1930 führten Absatzschwierigkeiten infolge der Weltwirtschaftskrise dazu, dass Ewald Fortsetzung zunächst monatlich 49 Bergleute entließ (Entlassungen von 50 Beschäftigen und mehr wären genehmigungspflichtig gewesen). Doch das genügte nicht. Am 1. Juli 1931 wurde Ewald Fortsetzung stillgelegt. Erst zum 1. Juli 1938 wurde die Förderung wieder aufgenommen. 1935 wurde die Ewald-Kohle-AG mit der Gewerkschaft König Ludwig zur Bergbau AG Ewald-König-Ludwig zusammengelegt. Unter Tage wurde ein Durchschlag zu dieser Zeche angelegt. Im Zweiten Weltkrieg wurde die Fördermenge auf das bis dahin höchste Jahresergebnis (1943: 1,44 Millionen Tonnen) gesteigert.
Nach dem Zweiten Weltkrieg stieg die Förderung von Steinkohle bei knapp 4.500 Beschäftigten um eine Million Tonnen.
1969 wurde die Zeche Ewald Fortsetzung mitsamt Kokerei in die neugegründete Ruhrkohle AG eingegliedert. Das Stickstoffwerk, das vor allem Düngemittel produzierte, wurde 1971 steillgelegt. Die höchste Förderleistung der Zeche wurde 1974 mit knapp 1,47 Millionen Tonnen erreicht. 1975 erfolgte ein Durchschlag zur Zeche General Blumenthal.
Die Schächte 1/2/3 sowie 4/5 wurden seit 1978 als Bergwerk Haard weitergeführt. 1984 wurde die Kokerei stillgelegt. Am 1. Oktober 1992 wurde die Zeche Ewald Fortsetzung mit der Zeche General Blumenthal zum Bergwerk Blumenthal/Haard zusammengelegt.
1997 wurde Schacht 2, 1999 die Schächte 1, 3, 4 und 5 verfüllt. Im Anschluss daran erfolgten die Abrissarbeiten.
Übriggeblieben sind die Verwaltungsgebäude sowie Schachthalle und Maschinenhaus von Schacht 3. Auf der Schachtanlage 4/5 wird Grubengas abgesaugt, ansonsten ist dort von den Übertageanlagen nichts mehr zu finden.
Die Halde Ewald Fortsetzung wurde vom Regionalverband Ruhr (RVR) zu einem Naherholungsgebiet umgestaltet und im August 2009 der Öffentlichkeit zugänglich gemacht.
Das Fördergerüst von Schacht 2 steht mit einigen weiteren Gebäuden unter Denkmalschutz.

## Unglücke
Die Zeche wurde von zwei Grubenunglücken heimgesucht:
- Am 1. März 1928 riss das Förderseil von Schacht 1, dabei starben 14 Menschen.
- Am 16. Januar 1942 ereignete sich im Stickstoffwerk eine Gasbehälterexplosion, die erneut 14 Menschen in den Tod riss.

## Zechenbahn
War die Schachtanlage zunächst über eine Pferdeschleppbahn angebunden, gab es seit 1902 eine Anschlussbahn zum Bahnhof Marl-Sinsen an der Bahnstrecke Wanne-Eickel–Hamburg. 1913 wurde die Bahn zum Schacht 4 verlängert. Ende der 1950er Jahre wurde eine Verbindungsbahn zum Bahnhof Becklem an der Bahnstrecke Oberhausen-Osterfeld–Hamm gebaut, die 1960 in Betrieb genommen wurde, dafür wurde die Strecke nach Marl-Sinsen stillgelegt. Über die neue Strecke konnte ab 1964 auch die Anschlussbahn der Zeche König Ludwig erreicht werden. Ab 1966 gab es auf der Strecke elektrischen Betrieb mit 15 kV/50 Hz Wechselstrom. 1984 mit der Stilllegung der Kokerei wurde der elektrische Betrieb eingestellt. Bis 2001 gab es noch Verkehr auf der Strecke. Inzwischen ist sie abgebaut.